# Anomala tenuipes
Anomala tenuipes är en skalbaggsart som beskrevs av Lin 1981. Anomala tenuipes ingår i släktet Anomala och familjen Rutelidae. Inga underarter finns listade i Catalogue of Life.